# Človek ni zver
Človek ni zver je sedmi studijski album slovenske folk rock skupine Katalena, ki je izšel 30. marca 2018 pri Založbi Pivec.
Veliko besedil pesmi je ljudskega izvora, nekatera pa so pesmi slovenskega partizanskega pesnika, pisatelja in dramatika Iva Brnčića.

## Kritični odziv
Album je bil pretežno dobro sprejet. Za Mladino je Goran Kompoš v recenziji, v kateri je album ocenil s 3 zvezdicami, napisal: "Tematika že sama po sebi odpira širok prostor za subverzivnost, skupina pa se namesto te raje oprime lastnih preverjenih pravil, ki žal vodijo v (preveliko) predvidljivost."

## Seznam pesmi
| Št. | Naslov                      | Dolžina |
| --- | --------------------------- | ------- |
| 1.  | „Fantje se zbirajo‟         | 3:59    |
| 2.  | „Travnički‟                 | 2:38    |
| 3.  | „Ko bo fantič v vojsko šel‟ | 5:59    |
| 4.  | „Oblaki so rdeči‟           | 3:55    |
| 5.  | „Mrzle so njive‟            | 3:56    |
| 6.  | „Čutim utrip krvi‟          | 4:37    |
| 7.  | „Sejvaj nama, Katica‟       | 4:19    |
| 8.  | „Človek ni zver‟            | 5:07    |
| 9.  | „Ne vem, kako ti je ime‟    | 2:54    |
| 10. | „Oj ta soldaški boben‟      | 4:51    |
| 11. | „Kje so tiste stezice‟      | 6:44    |

## Zasedba
Katalena
- Luka Flegar — vokal, kitara, akustična kitara, sitar
- Tibor Mihelič — bas kitara, ukulele, kitara
- Boštjan Gombač — klarinet, saksofon, teremin, trombon, piščal, ukulele, spremljevalni vokal
- Robert Rebolj — bobni, tolkala
- Boštjan Narat — kitara, bendžo, spremljevalni vokal
- Vesna Zornik — glavni vokal, spremljevalni vokal
- Polona Janežič — klavir, klaviature, spremljevalni vokal, psalterij

Tehnično osebje
- Chris Eckman — produkcija, miks
- Gregor Zemljič — mastering
- Jadran Ogrin — snemanje, inženiring
- Luka Kaše — fotografija
- Ivian Kan Mujezinović — oblikovanje